# San José de las Matas
San José de las Matas es un municipio de la República Dominicana, que está situado en la provincia de Santiago.

## Localización
Se ubica en la ladera norte de la cordillera Central, en la parte sur de la provincia. Tiene una superficie de 1,505.9 km², lo que lo convierte en el municipio con mayor extensión territorial de la provincia de Santiago, de la cual abarca un 53%. 

## Límites
Municipios limítrofes:
|                                | Norte: Monción, Mao y Santiago de los Caballeros |                          |
| Oeste: San Ignacio de Sabaneta |                                                  | Este: Jánico y Jarabacoa |
|                                | Sur: San Juan y Bohechío                         |                          |

## Demografía
Tenía una proyección demográfica para el 2007 de 41,348 habitantes.

## Distritos municipales
Está formado por los distritos municipales de:
| Nombre                | Código   |
| --------------------- | -------- |
| San José de las Matas | 01250501 |
| El Rubio              | 01250502 |
| La Cuesta             | 01250503 |
| Las Placetas          | 01250504 |

## Historia
Este pueblo se fundó a raíz de las Devastaciones de Osorio efectuadas en el norte de la isla ordenadas por el gobernador Antonio Osorio, en los años 1605-1606. Los habitantes de Monte Cristi y Puerto Plata cuando iban atravesando la isla para fundar lo que hoy es Monte Plata, fundaron un hato a orillas de la confluencia de los ríos Ámina e Inoa y lo denominaron San José de las Matas.
El 29 de agosto de 1810 varias personalidades de la comarca solicitaron a la gobernación de la isla el traslado de la población al terreno baldío que existía en el Camino de Santiago de los Caballeros, ya que las inundaciones les atormentaban, lo que fue aprobado y se efectuó la refundación del pueblo.
En 1822 la parte este de la isla es dominada por Haití. San José de las Matas es convertida en común del distrito del Cibao con el nombre de Las Matas de la Sierra.  
Luego de ya lograda su respectiva Independencia, el 14 de julio de 1844, la Junta Central Gubernativa la nombró como común del departamento de Santiago.
El 9 de junio de 1845, en virtud de la Ley n.º 40, se ratifica de nuevo la categoría de común a San José de las Matas. 
Durante la Anexión a España el gobierno español baja de categoría a Las Matas, convirtiéndola en Comandancia de Armas, el 24 de agosto de 1861. El 2 de marzo de 1865, después de la Restauración, Las Matas vuelve a adquirir su condición de común, mediante de decreto de la Convención Nacional. (Datos extraídos del libro Crónicas de San José de las Matas, del Dr. Piero Espinal Estévez).
San José de las Matas fue una especie de hospital natural, pues allí acudían muchas personas de diversos puntos del país a buscar salud, especialmente los tuberculosos.
Horacio Vásquez fue el primer Presidente de la República que fijó residencia en San José de las Matas, por lo que Las Matas se convertía a cada momento en residencia accidental del Poder Ejecutivo.
Vásquez ordenó construir un sanatorio antituberculoso en Las Matas, el cual fue concluido en 1929, pero no pudo ofrecer los servicios debido a la crisis económica que envolvió al mundo en ese año. Vásquez utilizó el local del sanatorio como mansión presidencial.
Al asumir Trujillo al poder en 1930, se interesó por esa mansión y la perfeccionó a su gusto. En 1932 la habitó por seis meses. Se cree que Trujillo tenía síntomas de tuberculosis. Por decreto declaró a San José de las Matas sede del Poder Ejecutivo.
El 3 de diciembre de 1932 en esa mansión contrajo matrimonio Flor de Oro Trujillo, hija del Presidente Trujillo, con Porfirio Rubirosa, quien luego sería playboy de fama mundial.
Hasta 1960 se mantuvo Trujillo visitando el municipio y junto a él ministros del Gobierno, senadores, diputados, diplomáticos, etc.
Varios incendios han arrasado el municipio, y de manera contradictoria y trágica, esto ha contribuido a su desarrollo. El 13 de marzo de 1938 un incendio consumió 24 casuchas y Trujillo ordenó la construcción de casas de madera de buena calidad. El 23 de enero de 1954 otro devastador incendio, de grandes proporciones, destruyó 103 casas, incluyendo las 24 que se construyeron en 1938. Trujillo esta vez las manda a construir de mampostería.
El 21 de diciembre de 1963 asesinan a Manolo Tavárez Justo y varios de sus compañeros en Manaclas, paraje matense, a donde se había internado con su frente guerrillero. Él pronunció en un discurso que sabía dónde estaban "las escarpadas montañas de Quisqueya". Escogió a San José de las Matas para su patriótica hazaña.

## Clima
El municipio presenta un clima de tipo monzónico (clasificación climática de Köppen: Am) con dos estaciones secas de corta duración y dos estaciones lluviosas que duran la mayor parte del año.
| Parámetros climáticos promedio de San José de Las Matas | Parámetros climáticos promedio de San José de Las Matas | Parámetros climáticos promedio de San José de Las Matas | Parámetros climáticos promedio de San José de Las Matas | Parámetros climáticos promedio de San José de Las Matas | Parámetros climáticos promedio de San José de Las Matas | Parámetros climáticos promedio de San José de Las Matas | Parámetros climáticos promedio de San José de Las Matas | Parámetros climáticos promedio de San José de Las Matas | Parámetros climáticos promedio de San José de Las Matas | Parámetros climáticos promedio de San José de Las Matas | Parámetros climáticos promedio de San José de Las Matas | Parámetros climáticos promedio de San José de Las Matas | Parámetros climáticos promedio de San José de Las Matas |
| Mes                                                     | Ene.                                                    | Feb.                                                    | Mar.                                                    | Abr.                                                    | May.                                                    | Jun.                                                    | Jul.                                                    | Ago.                                                    | Sep.                                                    | Oct.                                                    | Nov.                                                    | Dic.                                                    | Anual                                                   |
| ------------------------------------------------------- | ------------------------------------------------------- | ------------------------------------------------------- | ------------------------------------------------------- | ------------------------------------------------------- | ------------------------------------------------------- | ------------------------------------------------------- | ------------------------------------------------------- | ------------------------------------------------------- | ------------------------------------------------------- | ------------------------------------------------------- | ------------------------------------------------------- | ------------------------------------------------------- | ------------------------------------------------------- |
| Temp. máx. abs. (°C)                                    | 26.0                                                    | 30.1                                                    | 31.0                                                    | 31.0                                                    | 31.9                                                    | 32.0                                                    | 32.0                                                    | 32.7                                                    | 32.0                                                    | 31.9                                                    | 29.0                                                    | 26.4                                                    | 32.7                                                    |
| Temp. máx. media (°C)                                   | 25.8                                                    | 27.3                                                    | 28.4                                                    | 29.5                                                    | 30.2                                                    | 31.1                                                    | 31.7                                                    | 32.0                                                    | 32.0                                                    | 30.9                                                    | 28.7                                                    | 25.9                                                    | 26.0                                                    |
| Temp. media (°C)                                        | 19.5                                                    | 21.7                                                    | 22.8                                                    | 22.9                                                    | 23.9                                                    | 25.6                                                    | 26.1                                                    | 28.2                                                    | 28.1                                                    | 24.2                                                    | 22.5                                                    | 21.4                                                    | 23.9                                                    |
| Temp. mín. media (°C)                                   | 13.8                                                    | 15.2                                                    | 15.7                                                    | 16.2                                                    | 18.5                                                    | 20.0                                                    | 21.4                                                    | 22.4                                                    | 21.1                                                    | 17.5                                                    | 14.7                                                    | 14.2                                                    | 17.2                                                    |
| Temp. mín. abs. (°C)                                    | 6.0                                                     | 6.9                                                     | 7.0                                                     | 10.4                                                    | 14.9                                                    | 17.8                                                    | 18.9                                                    | 20.3                                                    | 19.0                                                    | 9.3                                                     | 7.4                                                     | 7.0                                                     | 6.0                                                     |
| Lluvias (mm)                                            | 56.6                                                    | 65.6                                                    | 75.5                                                    | 150.3                                                   | 203.4                                                   | 101.2                                                   | 52.1                                                    | 64.4                                                    | 119.2                                                   | 142.5                                                   | 80.7                                                    | 79.1                                                    | 1226.6                                                  |
| Fuente: Climatemps.com                                  |                                                         |                                                         |                                                         |                                                         |                                                         |                                                         |                                                         |                                                         |                                                         |                                                         |                                                         |                                                         |                                                         |

## Turismo
En el municipio es donde se encuentra la primera Hidroeléctrica del país, construida en la famosa Era de Trujillo en 1940, además del Hotel La Mansión, lugar donde residía el dictador Rafael Leónidas Trujillo a inicios de su régimen. Con la reciente inauguración del Circuito Vial La Sierra, realizada por el presidente de la República Danilo Medina, San José de las Matas goza de la entrada significativa de turistas, quienes vienen a comprobar lo exuberante y bello del lugar. San José de las Matas tiene el Hotel más grande a orilla del río Amina de 80 habitaciones, en la comunidad de Inoa con piscina ,Hacienda Campo verte,
El árbol de caoba 1844 dónde Ramón Matías Mella reunió tropas, para la Batalla del 30 de marzo de 1844 de dicho año y la avenidas más impresionante, de la sierra rodeada de árboles de Samanes, un bulevar .Es el municipio más grande del país que perteneces la provincia de Santiago de los caballeros, con tres distritos municipales: La cuesta, las Placeta y el distrito del Rubio, que colinda con Moncion Santiago Rodríguez, donde nacen los principales ríos, que abastecen al río más grande y largo de país región Norte, El Yaque del Norte y la presa sabana iglesia, parte de la presa de Moncion.
San José de las Matas en Historia es de dónde salieron hombre a firmar la primera Constitución de nuestra República Dominicana, fue residencia del Presidente Don Horacio Vásquez y su señora Trina Moya fe Vásquez autora del himno a las Madre que escuchan todos los Dominicanos para conmemoración a las madres.
San José de las Matas tienes tres parque temático parque Aguas Caliente carretera Manuel arsenio ureña próximo a distrito municipales Las Placetas parque Arroyo Hondo primera Hidroeléctrica construida por presidente dictador Rafael Leonidas Trujillo  1942 y el parque acuático La Ventana.